# Ol'ga Nikitina
Ol'ga Alekseevna Nikitina (in russo Ольга Алексеевна Никитина?; 26 novembre 1998) è una schermitrice russa, specializzata nella sciabola.

## Palmarès
- Olimpiadi

Tokyo 2020: oro nella sciabola a squadre.
- Mondiali

Budapest 2019: oro nella sciabola a squadre.
- Europei

Düsseldorf 2019: oro nella sciabola a squadre.